# Parafia św. Jana Chrzciciela w Białymstoku
Parafia pw. Świętego Jana Chrzciciela w Białymstoku – rzymskokatolicka parafia należąca do dekanatu Białystok-Dojlidy, archidiecezji białostockiej, metropolii białostockiej. 

## Zasięg parafii
Do parafii należą wierni z następujących miejscowości: Kuriany (część zachodnia), Białostoczek, Bogdaniec, Halickie, Skrybicze, Solniczki, Stanisławowo.

## Historia parafii
Parafia została utworzona 29 sierpnia 2001 roku. 

## Miejsca kultu
Kościół parafialny
Kościół parafialny pw. św. Jana Chrzciciela wybudowany w latach 2003–2004 według projektu Bogdana Cimochowicza.
Kościoły filialne i kaplice;
- Kaplica pw. Przemienienia Pańskiego i Matki Boskiej Szkaplerznej w Halickich
- Kaplica pw. św. Jana Chrzciciela w Białymstoku (Dojlidy Górne) -  kaplica murowana z 1956 r. Mieszkańcy Dojlid Górnych wznieśli ją jako wotum dziękczynne za przyczyną św. Jana Chrzciciela, za cudowne ocalenie z pożaru[1] z dnia 24 czerwca 1941 r. Wg okolicznych mieszkańców, w 2. poł. XIX w. istniały dwa drewniane krzyże, duży kamień oraz figura Matki Bożej, znajdujące się w miejscu kaplicy z 1956 r. Podczas I wojny światowej zbudowano kaplicę, która spłonęła podczas II wojny światowej, a którą następnie odbudowano w latach 50. XX w[2]. Podane źródła nie precyzują, czy pożary były tym samym zdarzeniem.